# 730 Athanasia
Athanasia (asteróide 730) é um asteróide da cintura principal, a 1,8463971 UA. Possui uma excentricidade de 0,177141 e um período orbital de 1 227,71 dias (3,36 anos).
Athanasia tem uma velocidade orbital média de 19,88350401 km/s e uma inclinação de 4,23295º.
Esse asteróide foi descoberto em 10 de Abril de 1912 por Johann Palisa.